# (1920) Sarmiento
(1920) Sarmiento (1971 VO) ist ein Asteroid des Hauptgürtels. Er wurde am 11. November 1971 von James Gibson und Carlos Ulrrico Cesco im Palomar-Observatorium entdeckt.